# Sherman (Texas)
Pour les articles homonymes, voir Sherman.
La ville de Sherman est le siège du comté de Grayson, dans l’État du Texas, aux États-Unis. Sa population s’élevait à 38 521 habitants lors du recensement de 2010, estimée à 41 917 habitants en 2017.